# Sébastien et la Mary-Morgane
Pour les articles homonymes, voir Belle et Sébastien.
Sébastien parmi les hommes (1968)
Sébastien et la Mary-Morgane est un feuilleton télévisé français en 13 épisodes de 26 minutes, créé par Cécile Aubry et diffusé à partir du 10 mars 1970 sur la première chaîne de l'ORTF, faisant suite aux saisons Belle et Sébastien (1965) et Sébastien parmi les hommes (1967). 
Au Québec et au Nouveau-Brunswick, elle a été diffusée à partir du 5 juin 1970 à la Télévision de Radio-Canada.

## Synopsis
Sébastien a grandi et sa chienne Belle est morte de vieillesse à la fin de l'hiver. Pendant les grandes vacances, son père décide d'accepter la demande d'un grand oncle de Sébastien qui désire le voir. Sébastien arrive donc au manoir de Morsan, en Bretagne, et y fait la rencontre du capitaine Louis Maréchal, armateur de pêche. Au contact de Jonathan et de Clarisse, les deux employés de maison, de Mademoiselle Sophie-Virginie, la fille de l'associé de son oncle, il découvre peu à peu les secrets de cet oncle, ancien résistant qui a perdu sa femme et son fils 25 ans plus tôt et pour qui le temps s'est arrêté en janvier 1943. À la lumière des différents témoignages qu'il réunit, et avec l'intransigeance de son âge, Sébastien commence par juger, puis finit par comprendre et aimer ce vieil oncle.

## Distribution
- Mehdi El Glaoui : Sébastien Maréchal
- Charles Vanel : Louis Maréchal
- Jacqueline Danno : Clarisse
- Jacques Godin : Jonathan
- Carl Schell : Carl Walter
- Paul Barge : Gwen Théphanie
- Yutta d'Arcy : Sophie-Virginie « Siza » Walter
- Henri-Jacques Huet : Dr Grégoire Savel
- Richard Darbois : Bernard Lemoigne
- Frédérique Meininger : Angèle (propriétaire du café de la marine)
- Yves Elliot : Antoine (mari d'Angèle)
- Bernard Lajarrige : Eugène (pêcheur qui raconte à Sébastien la vente aux enchères de la Mary-Morgane)

## Épisodes
1. Le Manoir de Morsan
2. Si Jonathan voulait parler...
3. "Mademoiselle" Sophie Virginie
4. La Cave de Morsan
5. S.O.S. au large du Groënland
6. Une si longue attente
7. Et pour ceux qui attendent le "Narval"
8. Le Retour du "Narval"
9. Morsan ne répond pas
10. La Vérité
11. La Fête chez Angèle
12. L'Appel de la mer
13. Les Dernières Volontés du capitaine Louis Maréchal

## Tournage et acteurs
Le jeune Mehdi El Glaoui qui interprète le rôle de Sébastien est le fils de la réalisatrice et scénariste de la série, ainsi que la narratrice résumant les épisodes précédents à chaque début d'épisode, Cécile Aubry. Flanker, le berger des Pyrénées incarnant Belle lors des précédentes séries, aurait dû réapparaître dans ces nouveaux épisodes ; mais il meurt avant le tournage, empoisonné peut-être par des voisins jaloux, et est remplacé par Yalov, un berger des Pyrénées également.
Cette saison est tournée au manoir du Tertre, à Saint-Quay-Portrieux et ses alentours, dans les Côtes-d'Armor, ainsi qu'à Fécamp et ses alentours, en Seine-Maritime.

## Bande originale
La sirène aux longs cheveux, chanson du générique composée par Daniel White et François Rauber sur des paroles de Cécile Aubry, est interprété par Harry Trowbridge, alors chanteur à la chorale des Petits chanteurs d'Asnières et futur Poppys. Il est à noter que dès la première diffusion du feuilleton télévisé, et dans les années qui suivirent, les spectateurs pensaient que Mehdi était l'interprète des chansons des génériques, mais l'acteur l'a toujours démenti. Comme les deux autres génériques, cette chanson, publiée par Philips, connut un grand succès populaire prolongeant celui du feuilleton[réf. nécessaire].

## ÉditionDVD
- Belle et Sébastien - L'intégrale (23 novembre 2005) ASIN B000BNEMQE
- Belle et Sebastien - Saison 3